# Germigny-sur-Loire
Germigny-sur-Loire település Franciaországban, Nièvre megyében. Lakosainak száma 748 fő (2022. január 1.). Germigny-sur-Loire Beffes, Cours-les-Barres, Jouet-sur-l’Aubois, Marseilles-lès-Aubigny, Chaulgnes, Garchizy, Pougues-les-Eaux és Tronsanges községekkel határos.

## Népesség
A település népességének változása:
| Lakosok száma | 766  | 770  | 786  | 769  | 769  | 769  | 767  | 757  | 748  |
|               | 2013 | 2015 | 2016 | 2017 | 2018 | 2019 | 2020 | 2021 | 2022 |